# Mammamia (Film)
Mammamia ist ein Fernsehfilm der Regisseurin Sandra Nettelbeck aus dem Jahr 1998. Die Produktion basiert auf einem Drehbuch Nettelbecks und handelt von der Mutter-Kind-Beziehung zweier in Berlin lebender Frauen, gespielt von Senta Berger und Christiane Paul.

## Handlung
Es ist Muttertag. Die 26-jährige Paula möchte eine Einladung zum Abendessen bei ihren Eltern nutzen, ihren Freund Daniel, der bereits ein halbes Jahr bei ihr lebt, der Familie vorzustellen. Als sie am Morgen einen Schwangerschaftstest macht und erfährt, dass sie von Daniel schwanger ist, bleibt ihr kaum Zeit, die Neuigkeit zu verdauen: Mutter Carla steht unangemeldet vor der Tür und kündigt an, sich von ihrem Vater Martin scheiden lassen zu wollen – nach mehr als 30 Jahren Ehe ist sie, die noch immer mit Neugier auf das Leben schaut, seiner Bequemlichkeit und seines zunehmenden Altersstarrsinns müde. Paula, die ihre Eltern immer für ein perfektes Paar gehalten hat, ist über die plötzliche Entscheidung ihrer Mutter gleichermaßen überrascht wie erschüttert. Sie unternimmt mehrfach den Versuch, Carla dazu zu bewegen, sich mit ihrem Vater auszusprechen, doch diese will sich nicht von ihrer Tochter überzeugen lassen und bricht kurz darauf zu Paulas Schwester Anne auf.
Als Paula ihren Vater aufsucht und ihn zur Rede stellt, wägt dieser sich in vermeintlicher Unkenntnis. Nichtsdestotrotz gesteht Paula ihm, dass sie schwanger ist und Martin spricht ihr seine Unterstützung zu. Als sie Carla wenig später im Schwimmbad ausfindig machen kann, konfrontiert Paula auch sie mit der Nachricht. Clara, die konkrete Vorstellungen vom privaten und beruflichen Lebensglück ihrer Kinder hat, jedoch einfühlsam und nicht übergriffig erscheinen möchte, rät Paula dazu, gut darüber nachzudenken, ob sie das Kind behalten möchte, doch Paula, die zwar großen Wert auf die Meinung ihrer Mutter legt, sich aber ebenso sehr von ihr bevormundet sieht, spricht Clara ab, sie als eigenständigen und erwachsenen Menschen zu sehen. Erneut gehen die beiden Frauen im Konflikt auseinander.
Zurück in Paulas Wohnung trifft Clara erstmals auf Daniel. Sie ahnt nicht, dass er noch nichts von der Schwangerschaft weiß und verplappert sich zu dessen Entsetzen. Als Paula schließlich eintrifft, kommt es abermals zum Wortgefecht. Während Clara in der Wohnung zurückbleibt, nutzen Paula und Daniel die Chance, sich im Park auszusprechen und mit der Idee, Eltern zu werden, anzufreunden. Als sie zurückkehren, finden sie Martin, der mit Clara sprechen möchte, vor Paulas leerer Wohnung vor. Paula begibt sich abermals auf die Suche nach ihrer Mutter und kann sie vor dem Cosima-Filmtheater ausfindig machen – in Begleitung eines Mannes. Im darauffolgenden Gespräch bestätigt Clara ihrer Tochter die Affäre, räumt jedoch ein, dass diese nicht der Grund für die Trennung sei. Während sie die Situation weiter zu erklären versucht, rast die aufgewühlte Paula mit ihrem Auto in eine Baustelle. Den Aufprall überstehen beide unbeschadet. Zurück in Paulas Wohnung versucht Martin, seine Frau zum Bleiben zu bewegen, doch Clara will sich nicht festlegen.

## Hintergrund
Mammamia wurde von der Dom Film GmbH im Auftrag des ZDF, des ORF und des SF DRS in Zusammenarbeit mit Arte hergestellt. Der Film war nach Unbeständig und kühl (1995) die zweite Regiearbeit von Sandra Nettelbeck, die auch das Drehbuch zum Film schrieb und sich gemeinsam mit Gudrun Steinbrück überdies für den Schnitt verantwortlich zeigte. Die Dreharbeiten fanden im Hauptspielort Berlin statt. Als Kulisse dienten unter anderem das Stadtbad Mitte, die Oberbaumbrücke, der am Spreeufer gelegene Treptower Park sowie der Straßenabschnitt vor dem Cosima-Filmtheater in Berlin-Friedenau. Für die musikalische Untermalung des Films zeigten sich Komponist Axel Donner und der US-amerikanische Musiker Peter Blegvad verantwortlich. Neben ihrer Musik sind Lieder der Sängerinnen Rickie Lee Jones, Alanis Morissette und Sheryl Crow im Film zu hören.

## Kritiken

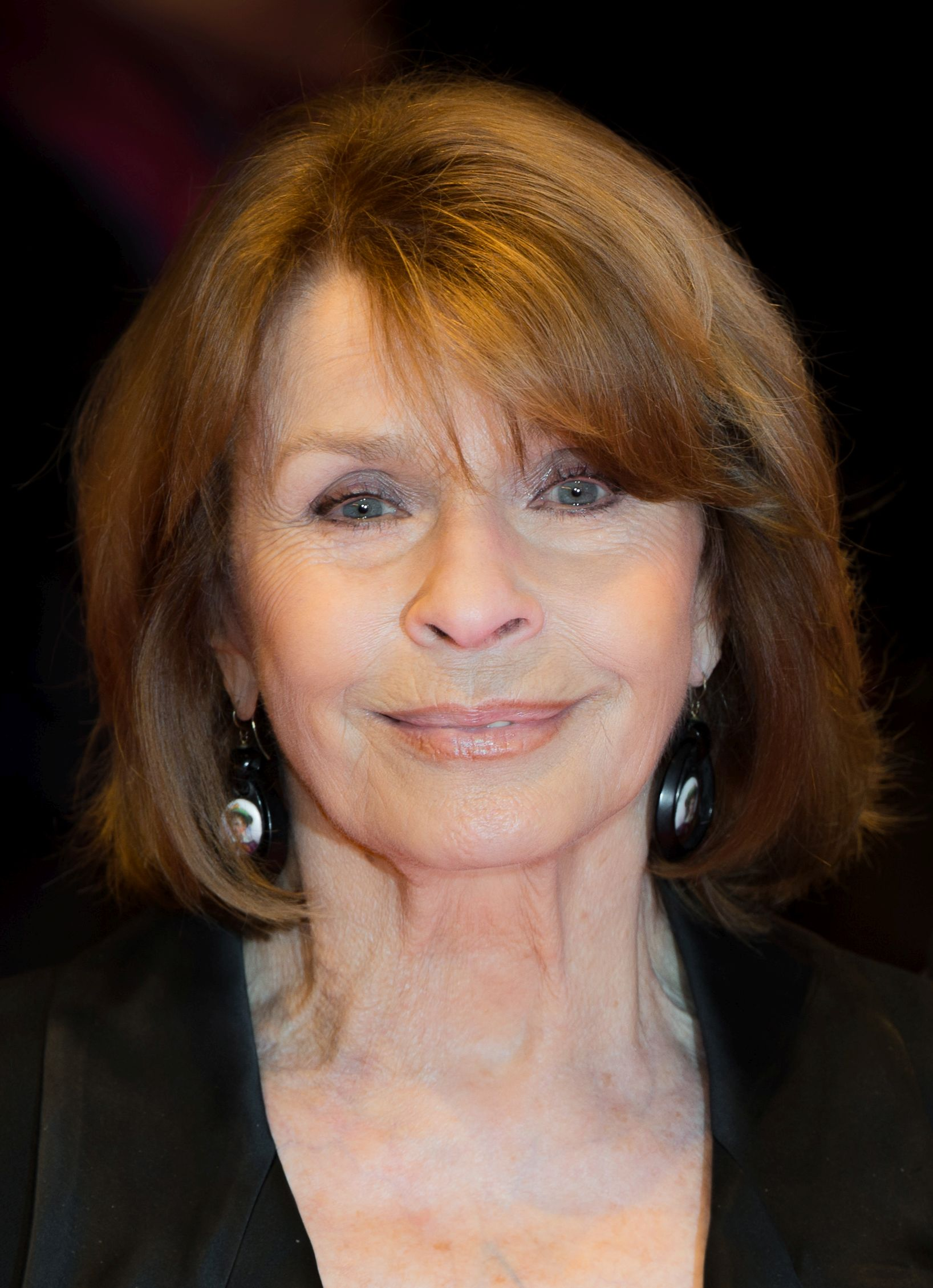
Senta Berger und Kollegin Christiane Paul erhielten ausnahmslos positive Kritiken für ihr Spiel im Film.

Rainer Tittelbach befand in seiner Rezension auf Tittelbach.tv, dass Nettelbeck es mit Mammamia gelinge, „weit über die gängigen Beziehungskomödien-Muster hinauszugehen“. Bei der Produktion handele es sich um einen „kleinen sympathischen, leicht frankophilen Film. Da stört es wenig, dass ununterbrochen geredet wird. Und der Zuschauer kann sich durchaus wiederfinden in den Erfahrungen der Figuren – das vor allem, weil Mammamia ein von jeder Dramaturgie entschlackter Schauspieler-Film ist und weil eben diese, allen voran Senta Berger und Christiane Paul, ihre Charaktere sehr angenehm mit höheren Sinnfragen, aber auch mit alltäglicher Beiläufigkeit versehen.“
Filmdienst bezeichnete die Produktion als eine „teils besinnliche, teils turbulent-wortlastige Komödie um die vermeintliche Leichtigkeit des Seins, die die vielen Dialoge mit bestechender Präzision und Eleganz auf den Punkt bringt. Die bildliche Gestaltung verharrt dagegen in den Konventionen eines soliden Fernsehspiels, Handlungsorte sind größtenteils austauschbare Kulissen eines visuellen Hörspiels“. Die Redaktion der TV-Zeitschrift Prisma schrieb: „Hinter den deutschen Kinoprodukten in Sachen Komödie muss sich Nettelbecks TV-Film keinesfalls verstecken“. TV Spielfilm bezeichnet den Film als „wahres TV-Juwel“ und resümierte: „Geistreich-witzige Dialoge, sensible Inszenierung und mit Christiane Paul und Senta Berger eine Besetzung, die hinreißender nicht sein kann“.

## Veröffentlichung
Die Free-TV-Premiere von Mammamia folgte am 8. Mai 1998 auf Arte.

## Auszeichnungen
Mammamia wurde 1998 mit dem Max-Ophüls-Preis ausgezeichnet. Nettelbeck wurde für ihr Skript im Rahmen des gleichnamigen Filmfestivals ferner mit dem Fritz-Raff-Drehbuchpreis prämiert.